# Rejon zapadnodwiński
Rejon zapadnodwiński (ros. Западнодвинский район) – rejon w Rosji, w obwodzie twerskim, ze stolicą w Zapadnaj Dwinie.

## Historia
Ziemie obecnego rejonu zapadnodwińskiego w latach 1508–1514 i od 1611 do 1634 (część wschodnia) lub do 1667 (część zachodnia) znajdowały się na pogranicznych terenach województwa smoleńskiego, w Rzeczypospolitej Obojga Narodów. Południowa część rejonu należała do województwa witebskiego i znajdowała się w granicach Rzeczypospolitej do I rozbioru Polski w 1772.